# Siegfried Wetzel

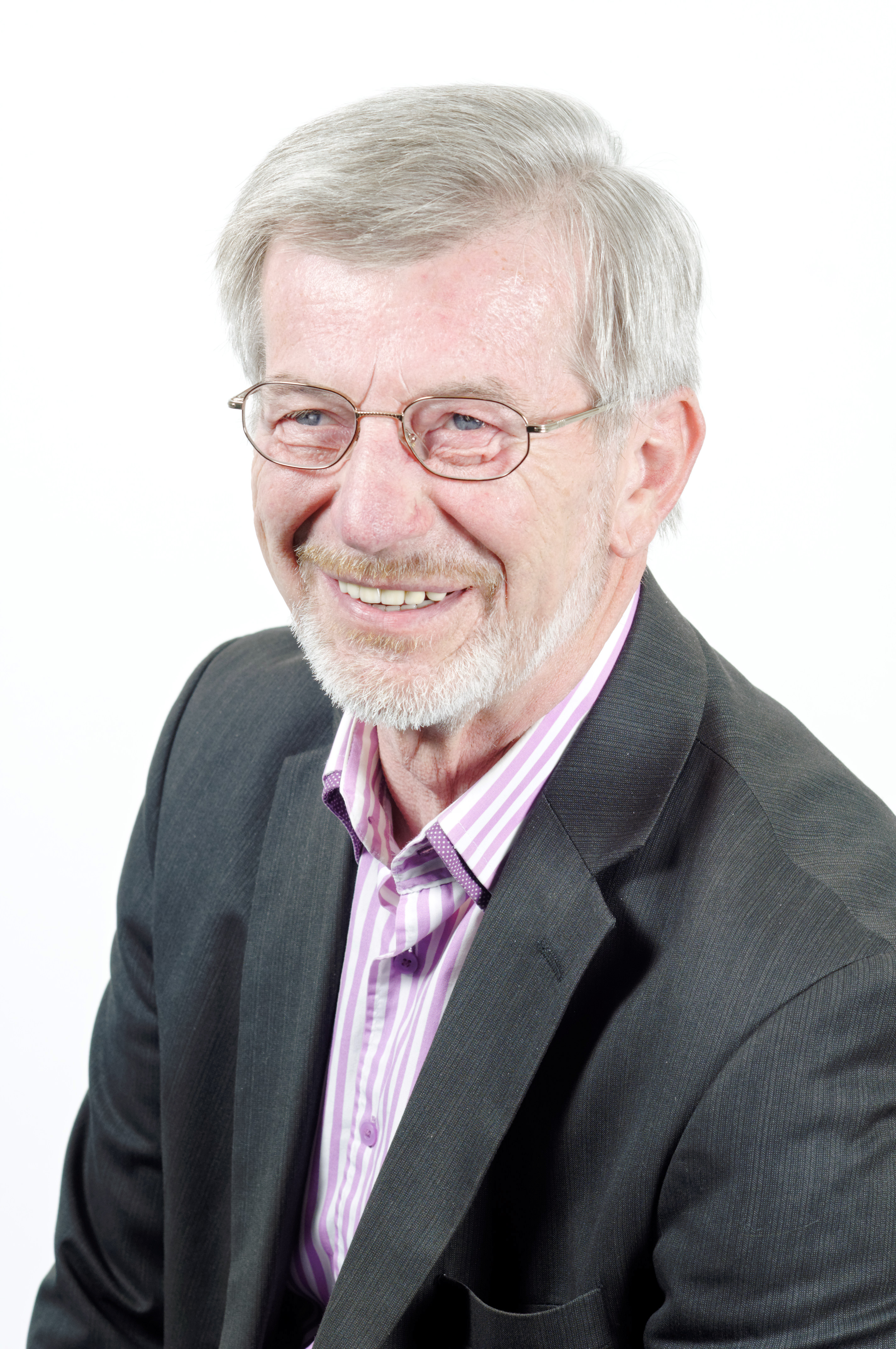
Siegfried Wetzel 2011

Siegfried Wetzel (* 17. Mai 1949 in Möschlitz) ist ein deutscher Politiker (DDR-CDU, ab 1990 CDU) und ehemaliges Mitglied des Thüringer Landtags.
Siegfried Wetzel ist gelernter Landmaschinenschlosser. 1971 trat er in die CDU der DDR ein. 1982 wurde er CDU-Kreisvorsitzender in Schleiz. 1990 war er Abgeordneter der Volkskammer der DDR. Von 1990 bis 1992 war er Landrat des Kreises Schleiz. Von 1994 bis 2014 war er Mitglied des Thüringer Landtags. Er zog dabei stets als direkt gewählter Abgeordneter aus dem Wahlkreis Saale-Orla-Kreis I in den Landtag ein. Zur Landtagswahl 2014 trat er nicht mehr an.